# こいのす☆イチャコライズ
『こいのす☆イチャコライズ』は、eRONDOより2017年3月31日に発売されたアダルトゲーム。

## ストーリー
"恋の巣"でヒロインとの仲を深めていく物語。
主人公は"アパートで一人暮らしをしている"という大枠の設定のみ共通し、攻略するヒロインを選んだルートによって主人公の設定や環境(大学生だったり社会人だったり)などが違っている。

## 登場人物
吉野 いちか （よしの いちか）
声 - 歩サラ
喫茶店でウェイトレスのアルバイトをしている。
物腰が柔らかく、優しい女の子。尽くすタイプで、年上をからかうようなお茶目な面も。少し天然なところがある。
深町 サチ （ふかまち サチ）
声 - 蒼依ハル
引っ込み思案で恥ずかしがり屋な少女。彼女とは過去に面識があり、数年ぶりの再会となる。
訳あって生活を共にすることになるのだが、彼女にはなにやら秘密があるようで...。
上月 なつめ （こうづき なつめ）
声 - 栖崎あんず
以前、主人公の隣の部屋に住んでいた隣人の妹。勉強のために引っ越してきた。
今時のギャル風なファッションでノリも良く明るい性格だが、根は真面目でいい子。負けず嫌いな一面や、年頃らしく背伸びをしたがる時も。

## スタッフ
- キャラクターデザイン：たけやまさみ、はたち（SD原画）
- シナリオ：駒井半次郎、porori、もみあげルパンR

## 主題歌
- オープニングテーマ「こいのす☆イチャコライズ」
  - 作詞：仲村芽衣子＆三ツ矢新 / 作曲：諸田英慈 / 編曲：諸田英慈＆maru(project lights)
  - 歌：塩出美彩希
- エンディングテーマ
  - 吉野いちかED「マリアージュ」
    - 作詞：仲村芽衣子 / 作曲：maru(project lights) / 編曲：maru(project lights)
    - 歌：仲村芽衣子

  - 深町サチED「Growing up」
    - 作詞：仲村芽衣子 / 作曲：maru(project lights) / 編曲：maru(project lights)
    - 歌：咲桜百花

  - 上月なつめED「kiss your lips」
    - 作詞：仲村芽衣子 / 作曲：maru(project lights) / 編曲：maru(project lights)
    - 歌：北垣内春香